# 上海独脚戏艺术传承中心
上海独脚戏艺术传承中心，又称上海市人民滑稽剧团，简称人滑，是隶属于上海市黄浦区文化旅游局的滑稽剧演出团体，现任主任（团长）为王汝刚。

## 历史

### 合作滑稽剧团
合作滑稽剧团建立于1950年，在张樵侬、俞祥明的牵线下，由程笑飞、小刘春山、俞祥明、杨华生、张樵侬、笑嘻嘻、沈一乐等七名滑稽戏演员合作成立。彼时，程笑飞、小刘春山、俞祥明在广播电台拥有大量听众，他们以三人姓氏谐音自称为“阵头雨”，而杨华生、张樵侬、笑嘻嘻、沈一乐四人则被人称作“四大天王”，在广播听众中也有颇多拥趸。剧团成立后，邀请了王霞云、绿杨、嫩娘等旦角和歌星。该团不设团长，由张一亭出任“演出人”，成为该团事实上的经纪人。该团首演剧目《活菩萨》，之后又演出了以上海战役前与国民党当局作斗争的护厂者为题材的《欢天喜地》。1951年，该团参与拍摄了黑白电影《七十二家房客》。1952年，该团解散，人员大多进入大公滑稽剧团。

### 大公滑稽剧团
大公滑稽剧团建立于1952年，首任团长杨华生，1958年后由笑嘻嘻担任团长。初为民间集体所有制剧团，后转为原南市区管辖的剧团，所有制不变。该剧团的代表作有《欢天喜地》、《活捉》、《王老板》、《一贯害人道》、《阿Q正传》、《苏州两公差》、《拉郎配》、《七十二家房客》、《样样管》、《糊涂爷娘》、《喜上加喜》、《电闪雷鸣》等。该剧团一度是南市区经济效益最好的剧团之一。1966年，该剧团更名工农兵剧团，1972年解散。

### 上海市人民滑稽剧团
1979年5月，以原大公滑稽剧团为主体，吸收原海燕滑稽剧团、大众滑稽剧团部分成员，成立上海市人民滑稽剧团，隶属于原南市区。该剧团的代表作品有《敲一记》《孝顺伲子》《两厢情愿》《阿Q正传》《七十二家房客》《明媒正娶》《挑女婿》等。
2010年，上海市人民滑稽剧团于黄浦剧场创办了驻演品牌项目上海“笑天地”，每周两场演出。此后，驻演因黄浦剧场装修而暂停，并移师枫泾古镇的古戏台。

### 上海市青艺滑稽剧团
1979年9月，上海市青年滑稽剧团成立，后更名上海市青艺滑稽剧团，隶属于原黄浦区。该剧团的代表作品有《哎哟，妈妈!》《红房子风波》《5.6.7》《四家大战》《金色的恶梦》等。

### 上海独脚戏传承艺术中心
2018年，上海人民滑稽剧团、上海青年滑稽剧团合并为上海独脚戏传承艺术中心，合并后的代表作有《舌尖上的诱惑》等。
2021年10月中華人民共和國國慶假期期間，上海独脚戏艺术传承中心的“欢乐今宵曲艺晚会”登陆上海大世界演艺夜市二楼戏曲茶馆，并在此后一个半月内的每周六、日共推出20场演出。
2023年1月24日，上海独脚戏传承艺术中心品牌项目上海“笑天地”重启常驻演出，每周均会在长江剧场举行演出。